# Józef Baniak
Józef Baniak (ur. 27 października 1948 w Buczu, zm. 1 maja 2023) – polski teolog i socjolog, profesor nauk humanistycznych (2003), specjalista w dziedzinie socjologii religii.

## Życiorys
W 1975 ukończył studia na Wydziale Teologii Katolickiego Uniwersytetu Lubelskiego. W 1982 otrzymał na Wydziale Nauk Społecznych Uniwersytetu Wrocławskiego dwa stopnie naukowe doktora z zakresu: socjologii na podstawie pracy „Powołania kapłańskie w Polsce w okresie po II wojnie światowej” i filozofii na podstawie pracy „Światopogląd studentów Uniwersytetu Wrocławskiego”.
Stopień doktora habilitowanego nauk humanistycznych w zakresie socjologii uzyskał w 1996 na Wydziale Filozoficznym Uniwersytetu Jagiellońskiego na podstawie rozprawy Religijność miejska w warunkach uprzemysłowienia i ruralizacji na przykładzie Kalisza: studium socjologiczne (1990). 
Tytuł profesora nauk humanistycznych uzyskał w 2003.
Był wykładowcą Wydziału Teologicznego Uniwersytetu im. Adama Mickiewicza w Poznaniu. Został pracownikiem Wydziału Nauk Społecznych UAM. Prowadził badania m.in. nad seksualnością duchowieństwa rzymskokatolickiego.

## Wybrane publikacje
- Socjologia religii i religijności: bibliografia prac polskich i przekładów obcych za lata 1929-1979 (1981)
- Religijność miejska w warunkach uprzemysłowienia i ruralizacji na przykładzie Kalisza: studium socjologiczne (1990)
- Obraz kapłana w świadomości katolików świeckich: (na przykładzie Kalisza, Kotłowa, Przedborowa): studium socjologiczne (1994, ISBN 83-7120-009-9)
- Ksiądz w oczach młodzieży : obraz kapłana w świadomości młodzieży licealnej i akademickiej (na przykładzie Kalisza): studium socjologiczne (1995, ISBN 83-7033-019-3)
- Dynamika powołań kapłańskich i zakonnych w Kościele rzymskokatolickim w Polsce w latach 1900-1994: studium socjograficzne (1997, ISBN 83-85527-57-5)
- Wierność powołaniu a kryzys tożsamości kapłańskiej : studium socjologiczne na przykładzie Kościoła w Polsce (2000, ISBN 83-86360-44-5)
- Rezygnacja z kapłaństwa i wybór życia małżeńsko-rodzinnego przez księży rzymskokatolickich w Polsce: studium socjologiczne (2001, ISBN 83-88508-16-4)
- Desakralizacja kultu religijnego i świąt religijnych w Polsce: studium socjologiczne (2007, ISBN 978-83-60490-41-9)